# IDE64
Az IDE64 egy Commodore 64-es számítógépén használt interfészkártya, melyet a cseh Tomas Pribyl és Josef Soucek fejlesztettek ki.
Ez egy bővítő portba csatlakoztatható kártya, amelyhez külön kell beszerezni az IDE felületű merevlemezt, a tápegységet, az elemet, valamint a működéséhez szükséges szoftvereket is, mivel a csomag ezeket nem tartalmazza. A csomag egyébként többféle lehet, mivel lehetőség van a kártyát készre szerelve megvásárolni, ami kb. 20 000 forintba kerül, de kérhető alkatrészenként is, amikből aztán a felhasználónak kell összeállítani az eszközt. Ez utóbbi esetben több ezer forintot meg lehet spórolni, némi szerelés árán.
Az IDE64-hez két, egyenként max 128 GiB os merevlemez kapcsolható, de ezek bármelyike helyett ráköthető bármilyen, szabványos IDE csatlakozós CD-ROM, DVD, LS-120 (A-drive), és ZiP drive is. A kártyán további eszközök csatlakoztathatósága érdekében található egy bővítő port (Short-BUS), amire szabványos RS232 kártya csatlakoztatható (Duart), ami például modem használatakor jöhet jól. Ugyanide csatlakoztatható az ETH64 nevű ethernet kártya is. A legújabb verziójú IDE64 a V3.4+ -os, amin már integrált Compact Flash csatlakozó is van.
Az eszköz saját operációs rendszerrel rendelkezik, ami az IDEDOS nevet viseli, s ennek használatával mindenféle egyéb bővítés nélkül képes a 70 Kbyte/sec adatátviteli sebességre. Ez az operációs rendszer több új paranccsal bővíti a C64 BASIC utasításkészletét, amelyek közül például az egyik a beépített monitorprogramot hívja elő, míg a másik a MAN-t, a Norton Commander-szerű, (vízszintesen) osztott képernyős, plugin ekkel bővíthető fájlkezelőt, amivel minden fájlművelet elvégezhető. A MAN eléri az összes csatlakoztatott lemezegységet, egy kábel segítségével a PC meghajtóit, és a *.T64, *.D64 stb. fájlokkal is tud dolgozni. A kártya a folyamatosan fejlesztett szoftverek által képes *.GIF, *.JPG, *.HTM és különböző formátumú szöveges fájlok megjelenítésére, van hozzá zene- és animáció lejátszó program, kezeli a *.ZIP, *.LNX, *.LBR, *.ARK stb. archívumokat.
Az IDEDOS fejlesztése egyébként 2000 nyarától kezdve egy magyar fiatalember, Kajtár Zsolt (Soci of Singular) kezében van.
A kártyával kapcsolatban el kell mondani, hogy az egy fájlos programok gond nélkül futnak a merevlemezéről, míg az utántöltősekhez sorra írják a lelkes felhasználók a különböző javításokat, amik lehetővé teszik, hogy azok is működjenek a gyors elérésű, nagy méretű háttértárról. Egyébként az egész IDE64 projektről elmondható, hogy egy kissé hasonlít a Linux fejlesztéshez, mivel önkéntesek sokasága vesz részt benne, s a különböző programok kompatibilissé tételén kívül, van aki felhasználói programokat ír, a rendszer szoftvert fejleszti, hibajavításokat készít vagy éppen MAN pluginokat gyárt.

## Külső hivatkozások
- http://ide64.org/